# Inmigración japonesa en Paraguay
La inmigración japonesa en Paraguay es el movimiento migratorio proveniente de Japón en Paraguay.
La Ley de Inmigración del año 1903 establecía una explícita prohibición del ingreso a Paraguay de personas de la "raza amarilla". Ante esta prohibición, el 30 de abril de 1936 se firmó un decreto por el cual el Gobierno paraguayo autorizó el ingreso de inmigrantes de origen japonés.
Un año más tarde, el 29 de marzo de 1937, se promulgó la Ley "De selección de inmigrantes y entrada y residencia de extranjeros". Con esta ley, quedó definitivamente eliminada la prohibición del ingreso de ciudadanos originarios del Lejano Oriente.
La inmigración japonesa a ese país, se inició con el primer contingente establecido en la colonia La Colmena en el año 1936, antes de la Segunda Guerra Mundial. Luego de 1953, se reinició la inmigración, llegando a su cúspide la cantidad de inmigrantes en la etapa inicial de la década de 1960.
Posteriormente, fue disminuyendo, debido al crecimiento económico del Japón.

## Historia

### El inicio de la inmigración japonesa al mundo
Se dice que bajo la solicitud del rey de Hawái, en 1868 cruzaron 150 personas, siendo éste el principio de la inmigración japonesa al mundo. Posteriormente, en 1885 se concreta el tratado de emigración, entre el gobierno del Japón y el reinado de Hawái. Más adelante cuando Hawái llega a formar parte de los EE.UU., se inicia la emigración hacia este país.
La mayoría de los inmigrantes eran agricultores, y más de la mitad de ellos tenían por objetivo la restauración de la situación económica de sus hogares; se dice que más bien cruzaron para trabajar pero sin tener por objetivo la residencia definitiva.
Pero, de acuerdo con Kokaron (un grupo de personas que pensaban que la raza amarilla era problemática), se reglamentó la ley que prohíbe la emigración japonesa, hacia los Estados Unidos. Por otra parte, después de la abolición de la esclavitud en América del Sur, se carecía de gran cantidad de mano de obra en las plantaciones a grandes escalas de café y de goma, y fue entonces que se inició la emigración en masa a Perú y Brasil como mano de obra alternativa.

### El trasfondo de la inmigración al Paraguay
A causa de las diferencias entre los emigrantes japoneses y quienes los contrataron en reemplazo de los esclavos, las disputas entre ellos no cesaron, causando así la huida de los inmigrantes que soportaron grandes presiones.
En Brasil, el movimiento antiinmigración de japoneses se acrecentó, y el Ministerio del Exterior teje conjeturas sobre la posibilidad de emigrar hacia otros países. El entonces embajador de la Argentina, percibe el sentimiento de bienvenida del gobierno paraguayo (el entonces presidente, Eusebio Ayala) y en 1930 presentó el "plan de colonización paraguaya", no pudiéndose concretar debido a que la reacción del gobierno japonés no fue clara. Posteriormente en 1934 toma más fuerzas el movimiento antiinmigración de japoneses, y el gobierno brasileño implementa "la segunda restricción de inmigración" (que prohibía que exceda el 2 % de los residentes) lo cual hizo que la cantidad de inmigrantes que llegaba a 20.000 por año deba disminuir a 2500, esto hizo que se acelere los preparativos para la emigración hacia el Paraguay. Y así, al año siguiente en 1935, 100 familias obtienen el permiso de entrada al país.
Sin embargo, después de la Guerra del Chaco desatada entre los años 1932 y 1935, el nuevo presidente Rafael Franco afirmó que "su gobierno no autoriza el permiso de entrada al país, pues fue expedida por la administración anterior" y los preparativos de emigración fueron suspendidas por un tiempo, pero gracias a las negociaciones, el 30 de abril de 1936, según Decreto 1026, el gobierno paraguayo decidió otorgar permiso de entrada, a 100 en forma experimental.

### La inmigración antes de la guerra

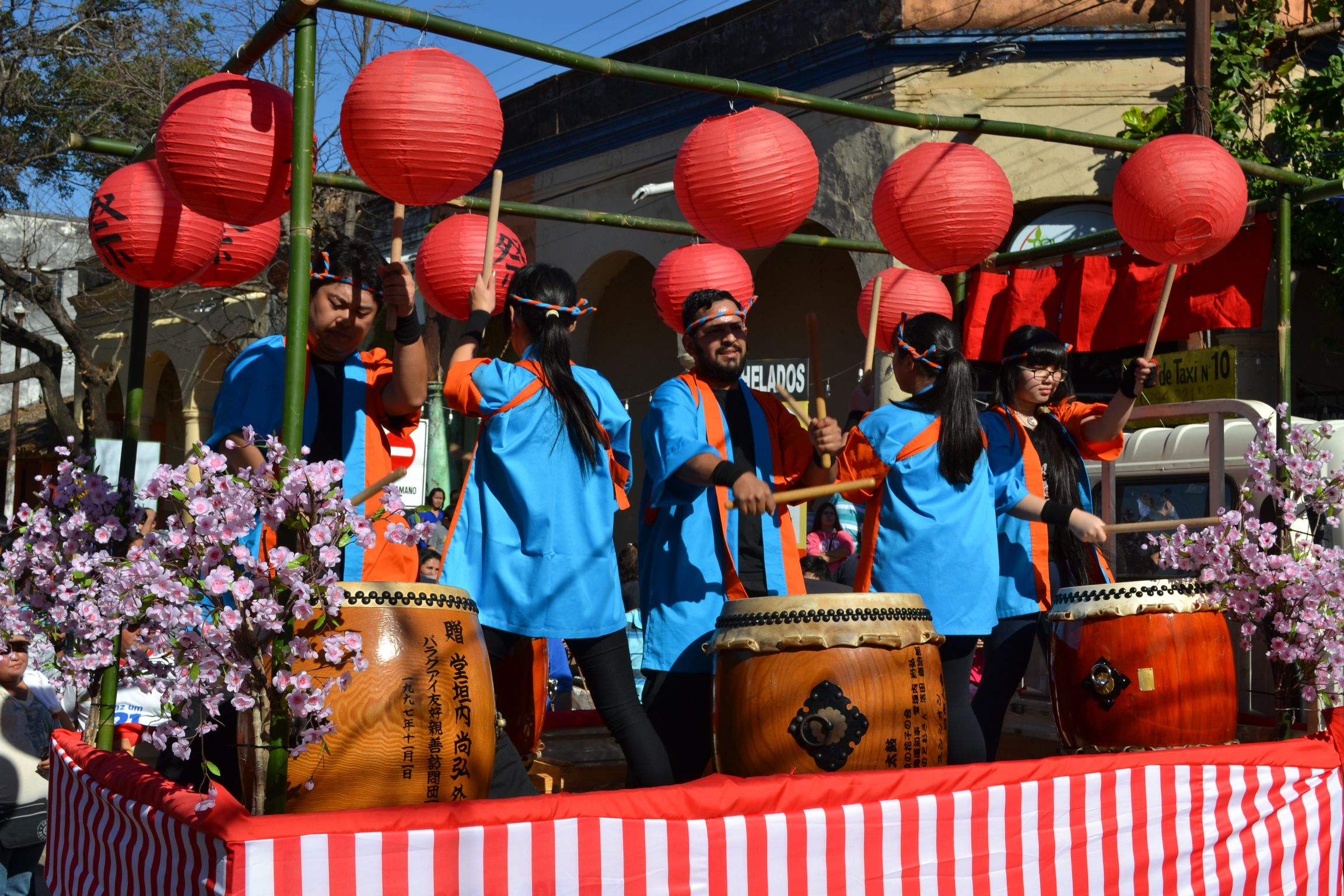
Presentación de los tradicionales tambores taiko.

La selección de la zona de inmigración, fue realizado bajo control directo del Ministerio de Colonización, con respecto a las relaciones extranjeras, y en cuanto al público en general, la venta de las tierras de colonias y los permisos de entrada al país, fue realizado a nombre particular del entonces director de la cooperativa de colonización del Brasil, filial de la Federación de Cooperativas de Inmigrantes del Exterior. Esto, en la Segunda Guerra Mundial eximió de la situación de ser confiscadas como bienes de los países enemigos.Posteriormente, en cuanto a las colonias, éstas fueron administradas directamente por el Ministerio de Colonización y en el Ministerio de Colonización del Brasil fue constituido el Ministerio de colonización del Paraguay.
En marzo de 1936, se realizó la investigación para la selección de las tierras de colonización, y de tres posibles locaciones, fue seleccionada la actual zona de La Colmena.
El 15 de mayo de 1936, el personal del Ministerio de Colonización del Paraguay, ingresaron en la zona, y emprendieron el primer paso de construcción, en junio del mismo año, llegan de Brasil orientadores, y en agosto llegaron al Paraguay los primeros inmigrantes. Ellos fueron los señores Chihiro Uchida, el primer administrador de la colonia, Antonio H. Kasamatsu y Yoshitaro Sakai.
Los inicios de la Colonia La Colmena, estuvieron llenos dificultades; el corto periodo de preparación, los grandes daños causados por ataques de saltamontes, etc; hicieron que unos y otros dejen el campo.
En 1941, al iniciarse la Segunda Guerra Mundial, el gobierno paraguayo declara la ruptura de las relaciones internacionales con el Japón, Alemania e Italia. A consecuencia de ello, además de que la asistencia del gobierno japonés y emigración hacia el Paraguay fue suspendida, los inmigrantes nipones fueron tratados como extranjeros de país enemigo, y se prohibía las clases de idioma japonés y la conformación de grupos o asociaciones como la Asociación de Jóvenes japoneses, y además de todo ello, la colonia La Colmena fue convertida en territorio de asilo de japoneses.

### Afluencia Post Segunda Guerra Mundial

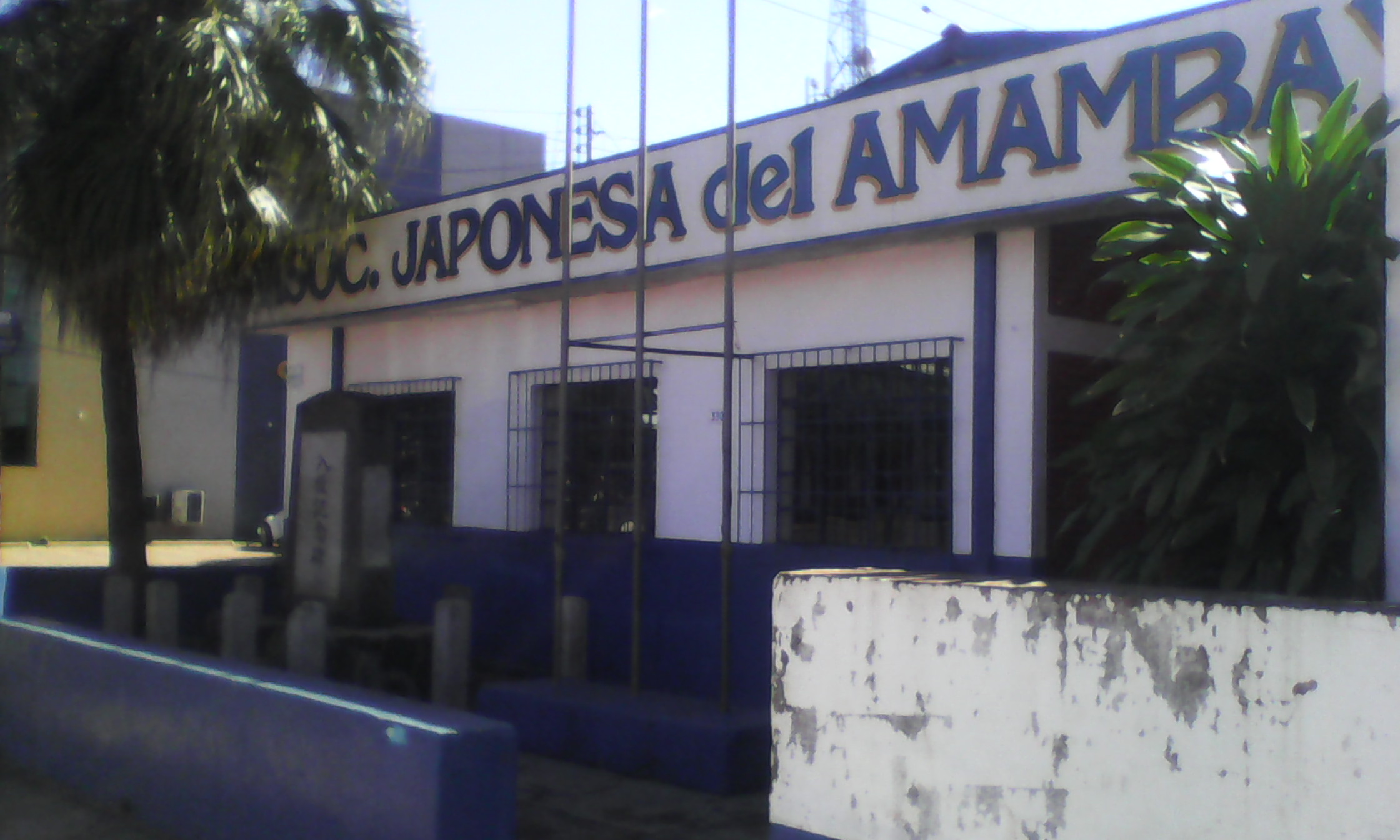
Sede de la Asociación Japonesa del Amambay, en Pedro Juan Caballero.

El éxito logrado en La Colmena, fue fundamental para la pronta reapertura de la corriente inmigratoria japonesa de posguerra al país, con la firma del Convenio de Inmigración Japonesa en 1959, previo establecimiento de la Legación japonesa (ahora la Embajada) en el Paraguay en 1957.
Esto permitió que arribara la segunda oleada de inmigrantes, a comienzos de 1950 cuando Paraguay abrió sus fronteras a países devastados por la guerra. La Corporación de Colonización Japonesa Paraguaya acogió al grupo de japoneses que formaron la colonia Federico Chávez ubicada en el sur del país.
En el año 1956, se habilita la primera Legación del Japón en Paraguay, siendo nombrado Otoshiro Kuroda como Ministro Plenipotenciario de dicha representación diplomática.
En consideración al significativo desempeño que tuvieron estas colonias en el desarrollo agrícola regional, ambos Gobiernos firmaron un acuerdo de inmigración que permitió entre 1959 y 1989, la entrada de 85 mil agricultores japoneses.
A pesar de este acuerdo, sólo llegaron 7 mil por la reactivación económica que tuvo Japón en los años 60. A partir de 1959, la Compañía de Promoción de Inmigración Japonesa crea las colonias agrícolas de Santa Rosa, La Paz y Fuji en el departamento de Itapúa.

### Colonias en Pirapó e Yguazú
El tercer grupo de inmigrantes que llegó bajo este acuerdo, se estableció en las colonias de Pirapó e Yguazú, ubicadas en los departamentos de Itapúa y Alto Paraná, respectivamente (sureste del territorio paraguayo). Se dedicaron a la producción de soja y de trigo, a cultivar frutos de huerto y a la engorda de ganado.
La empresa Promotora del Exterior del Japón S.A. (organización precedente a la actual JICA), adquirió las tierras para la recepción de los inmigrantes (colonias Pirapó e Yguazú), donde realizó la distribución y venta de tierra y asesoramiento correspondiente. Posterior a eso, surgió la Colonia Piraretá, en las cercanías de Asunción, destinada a los productores de hortalizas.

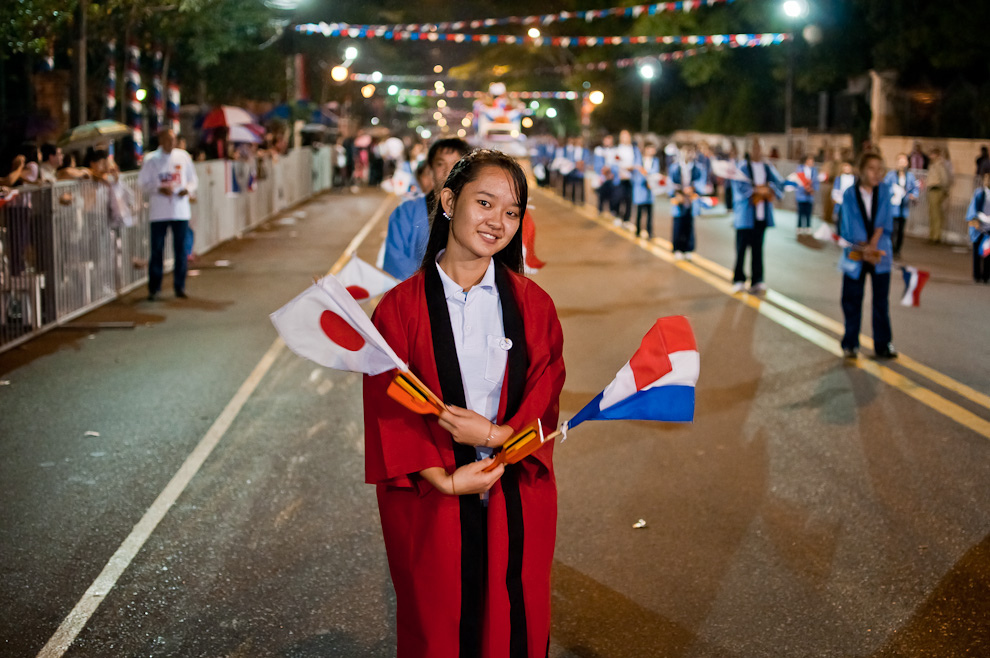
Jovencita componente de la comitiva japonesa, presente en el desfile del Bicentenario de la independencia paraguaya.

Las colonias han recibido importante ayuda financiera del gobierno japonés por el vínculo que, tanto isseis como nissei, se han preocupado en forma constante de mantener con Japón, conservando sus valores culturales, sus prácticas y el uso del idioma japonés.

## Actualidad de la comunidad nipo-paraguaya

### Sociedad

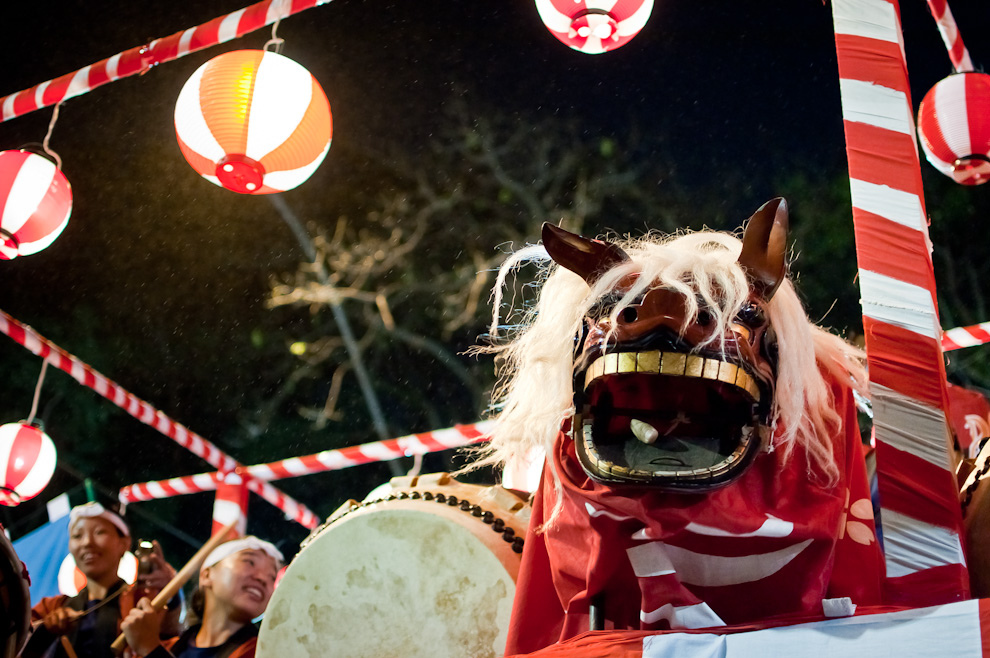
Un dragón tradicional en la carroza de la comitiva japonesa, entreteniendo al público durante el desfile del Bicentenario.

En Paraguay viven aproximadamente 10.000 nikkeis entre inmigrantes japoneses y descendientes de los mismos. Además se estima que unos 1200 nikkeis paraguayos se encuentran trabajando en el exterior.
Los japoneses, desde la inmigración se han caracterizado por trabajar en equipo. Son dos las principales instituciones japonesas que existen en el Paraguay. La Central Cooperativa Nikkei Agrícola Limitada, conformada por 5 cooperativas nikkei que desarrollan actividades productivas.
La Federación de las Asociaciones Japonesas en el Paraguay, conformada por 10 asociaciones japonesas, los cuales se dedican a la enseñanza del idioma japonés, difusión de la cultura japonesa, atención a la tercera edad, entre otras actividades.

### Actividades económicas
Entre las actividades agrícolas, se resalta el cultivo de soja que hoy por hoy representa uno de los principales rubros de exportación del país y en menor escala se dedicaron a sembrar maíz, arroz y trigo. Este último rubro se introdujo para aprovechar el abono de la soja, dentro de lo que significa el sistema de rotación de cultivo; y que además de constituirse en un cultivo alternativo de invierno, ha generado el autobastecimiento de la harina y consiguiente el ahorro de las divisas.
Últimamente también hay mucha diversidad en los cultivos extensivos como colza, girasol y avena.
En el rubro ganadero, la comunidad nikkei, introdujo la famosa carne wagyu, una carne marmolada originaria de la ganadería japonesa y es considerada la mejor carne del mundo por su terneza y sabroso gusto.
A través de los años, las inversiones y las actividades económicas de los inmigrantes japoneses y sus descendientes, se han diversificado, con lo cual han invertido en la instalación de empresas en el rubro astillero, autopartes y otras.
Además, existe un número importante de japoneses en el rubro del comercio y algunos establecimientos industriales.

## Principales Asentamientos

### Alto Paraná
- Ciudad del Este
- Yguazú

### Amambay
- Pedro Juan Caballero

### Itapúa
- Encarnación
- La Paz
- Pirapó
- Colonia Federico Chávez (Capitán Miranda)[12]
- Hohenau

### Paraguarí
- La Colmena

## Personas destacadas
- Eduardo Nakayama: historiador y político.
- José Key Kanazawa: militar.
- Emi Kasamatsu: Doctora en Medicina y escritora.
- Eduardo Kishi: ingeniero y militar.
- Naohiro Ohtsuka: deportista y actor.
- Marcelo Toyotoshi: empresario.
- Olga Noema Hoshida: Contador Público- Artista.
- Hajime Guillermo Kurita: biólogo e investigador.

## Galería

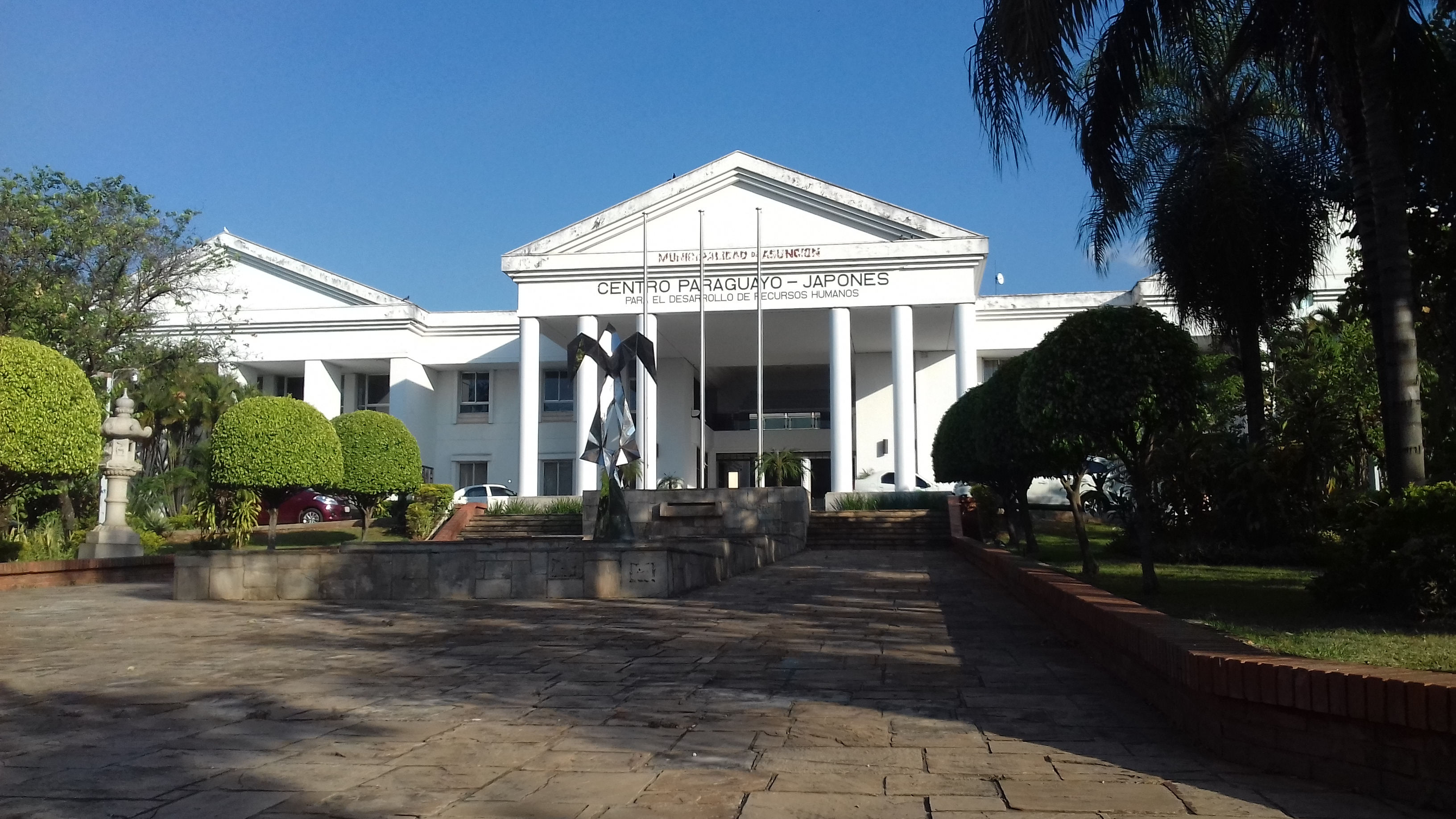
Centro Cultural Paraguayo-Japonés-
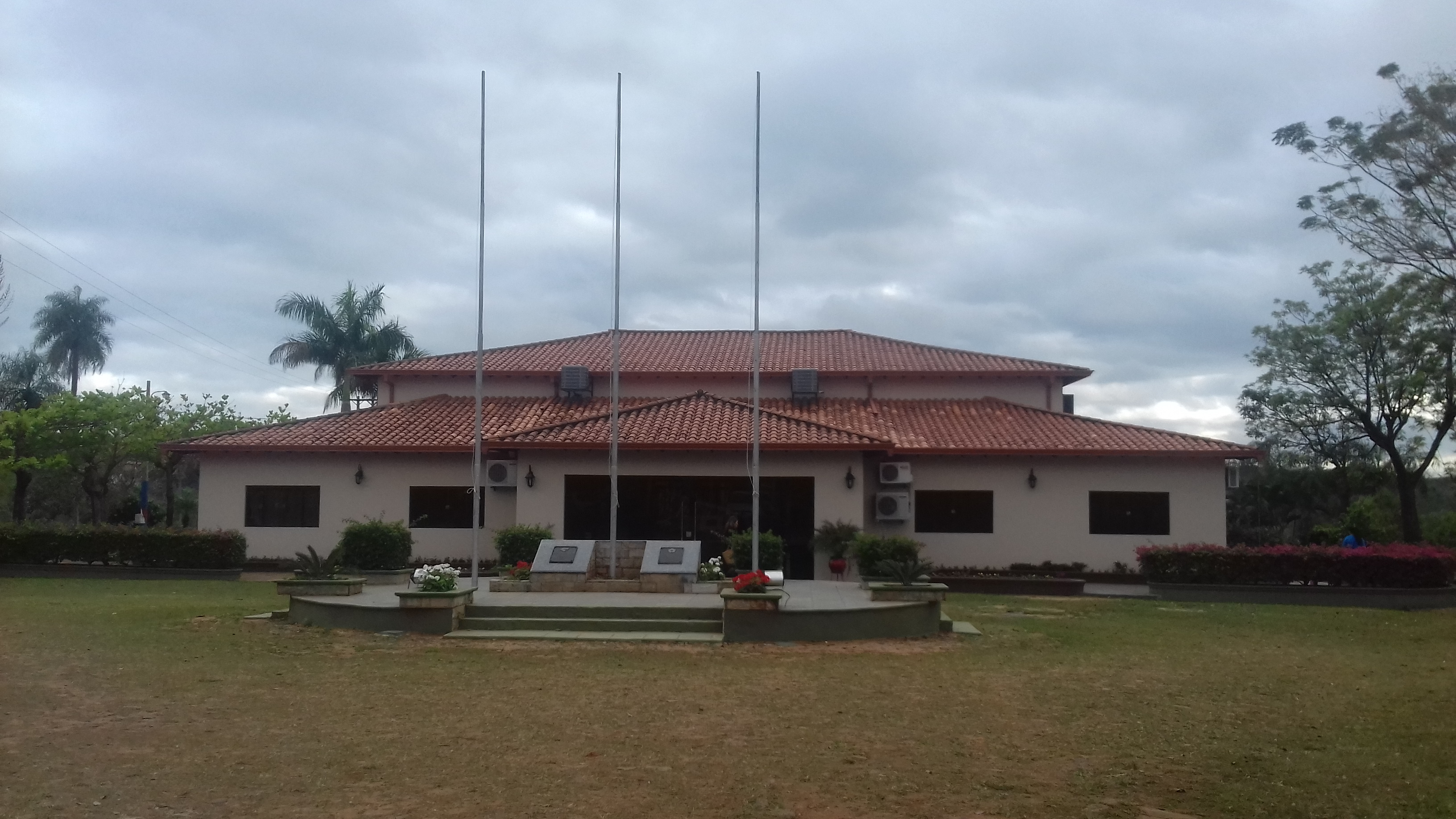
Centro Nikkei-Paraguayo.
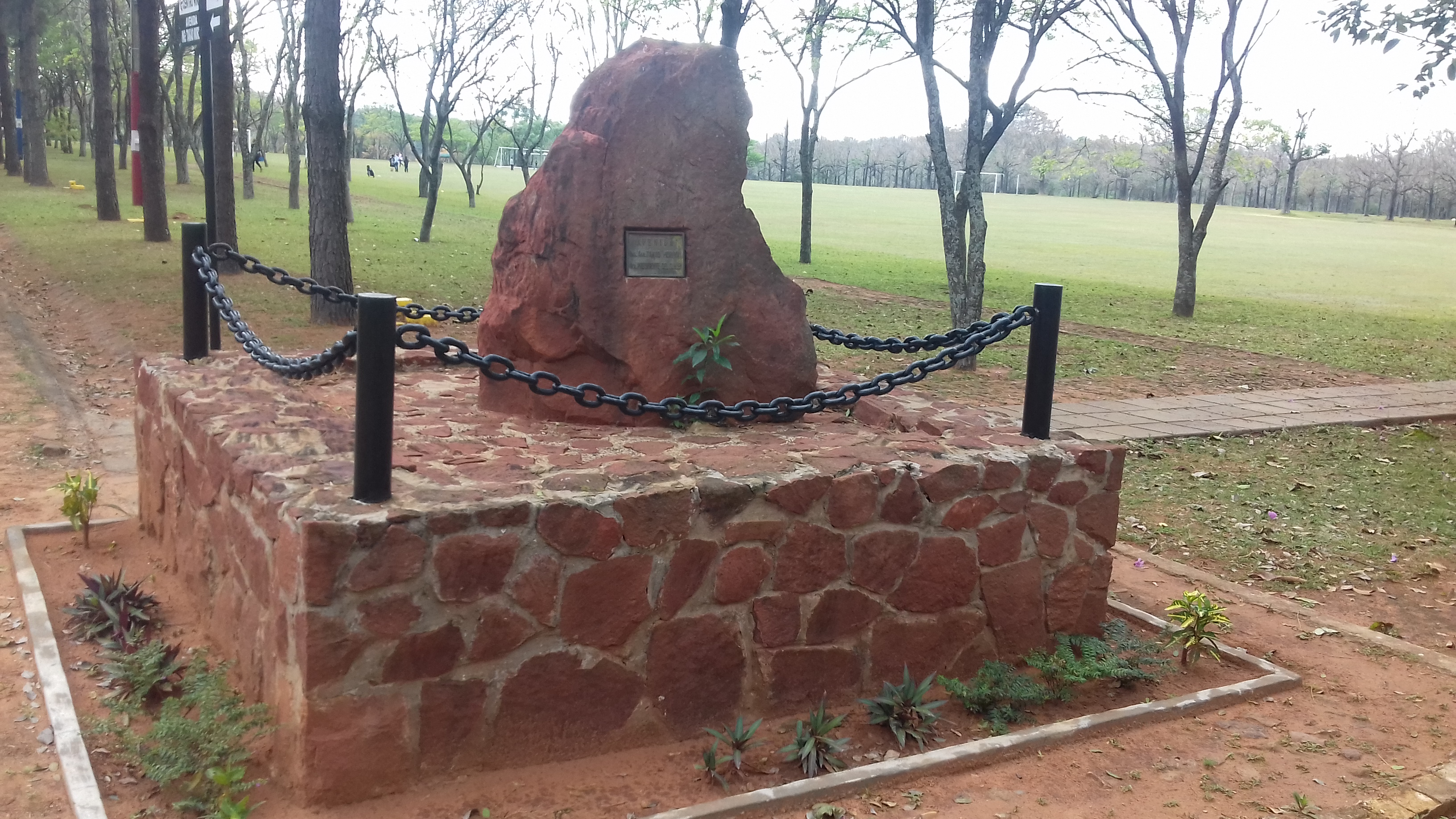
Placa recordatoria en el Centro Nikkei-Paraguayo.